# Autarki
Autarki betyder selvforsyningsøkonomi. Begrebet er opfundet af den oldgræske forfatter Aristoteles, og var ifølge hans værk Politikken et ideal som det var vigtigt at prøve at opnå.
Ganske få lande kan igennem den økonomiske historie betegnes som autarkiske, men mange lande har igennem forskellige perioder næsten opnået autarki eller stilet imod det.
Autarki går ud på at handel med andre lande er unødvendig eller slet ikke finder sted. Under Hitler kan Tysklands økonomiske politik betegnes som autarkisk, da den gik ud på at forsøge at være i stand til at føre krig på trods af blokaderne.
Et eksempel på et ældre autarki er Japan før 1850'erne, men selv i dette tilfælde fandt der handel sted med udenlandske købmænd igennem en enkelt havn på øen Dejima.
Nordkorea er det mest moderne eksempel på autarki, men Nordkorea handler stadig væk en smule med Kina og Japan.
I moderne økonomi anses autarki normalt for at være en uhensigtsmæssig tilstand for et land, fordi det dermed ikke kan udnytte sine komparative fordele og som følge heraf høste de betydelige gevinster, der normalt anses for at være forbundet med den internationale arbejdsdeling. Politiske indgreb i form af told, handelskvoter, importforbud mv. regnes derfor som markedsfejl, der skaber forvridninger og dermed gør økonomien mindre efficient.
Modpolen til autarki er frihandel.